# Tsimazava
Tsimazava is een plaats en gemeente in Madagaskar gelegen in het district Mahabo van de regio Menabe. Er woonden bij de volkstelling in 2001 ongeveer 3000 mensen.
In de plaats is basisonderwijs beschikbaar. 90% van de bevolking is landbouwer en 10% houdt zich bezig met veeteelt. Het belangrijkste gewas is rijst, maar er wordt ook bananen, suikerriet en cassave verbouwd.